# Rochester Red Wings
Rochester Red Wings – amerykańska drużyna baseballowa mająca swoją siedzibę w Rochester w stanie Nowy Jork. Od 2003 roku jest klubem farmerskim drużyny Minnesota Twins.
W latach 1929–1960 byli klubem farmerskim St. Louis Cardinals, a w latach 1961-2002 rozgrywali swoje mecze jako klub farmerski Baltimore Orioles
W barwach Czerwonych Skrzydeł swoje mecze na poziomie minor league rozgrywali Cal Ripken Jr., Mike Mussina czy Stan Musial.